# 阿拉斯加火山觀測所
阿拉斯加火山觀測所（英語：Alaska Volcano Observatory，AVO）是美國地質調查局、阿拉斯加費爾班克大學的地球物理學院、和阿拉斯加州的地質和地球物理調查（ADGSS （页面存档备份，存于））一起合作的計畫。该火山观测站位于阿拉斯加太平洋大学校园内。

## 历史
成立於1988年，並且使用美國聯邦政府、州和大學的資源，監測和研究阿拉斯加的火山學、有危險的火山，記錄和預測火山的噴發活動，以減輕火山對生命和財產造成的損害。觀測所的網站允許使用者監視火山的活動，並定期更新網路攝影機和地震儀的資訊。

## 外部連結
- AVO的網站 （页面存档备份，存于）
- Monitoring Network （页面存档备份，存于）, 阿拉斯加火山觀測所

61°11′19.0″N 149°48′14.4″W / 61.188611°N 149.804000°W